# 余怒
余怒（1966年—）安徽省安庆市人，中国现代诗人。
余怒于1985年开始创作诗歌，他的诗作充满“后意象”或者“深度意象”的独特创作手法和效果，得到了学术界的好评和争议。 

## 主要作品
- 诗集《守夜人》（1999年）
- 诗集《余怒诗选》（2005年）